# Marlies Schild
Marlies Schild (Admont, 31 de mayo de 1981) es una deportista austríaca que compitió en esquí alpino; dos veces campeona mundial.

## Trayectoria
Participó en cuatro Juegos Olímpicos de Invierno, entre los años 2002 y 2014, obteniendo en total cuatro medallas, dos en Turín 2006, plata en la combinada y bronce en eslalon, plata en Vancouver 2010 (eslalon) y plata en Sochi 2014 (eslalon).
Ganó siete medallas en el Campeonato Mundial de Esquí Alpino entre los años 2003 y 2011. En la Copa del Mundo consiguió 37 victorias y 68 podios en total.
En 2012 fue nombrada «Deportista femenina del año» en su país y en 2014 recibió el Premio Especial en la Gala del Deporte Austríaco.
Su hermana Bernadette y su esposo Benjamin Raich compitieron en el mismo deporte.

## Palmarés internacional
| Juegos Olímpicos   | Juegos Olímpicos                  | Juegos Olímpicos  | Juegos Olímpicos |
| Año                | Lugar                             | Medalla           | Prueba           |
| ------------------ | --------------------------------- | ----------------- | ---------------- |
| 2006               | Turín (Italia)                    | Medalla de plata  | Combinada        |
| 2006               | Turín (Italia)                    | Medalla de bronce | Eslalon          |
| 2010               | Vancouver (Canadá)                | Medalla de plata  | Eslalon          |
| 2014               | Sochi (Rusia)                     | Medalla de plata  | Eslalon          |
| Campeonato Mundial |                                   |                   |                  |
| Año                | Lugar                             | Medalla           | Prueba           |
| 2003               | St. Moritz (Suiza)                | Medalla de plata  | Eslalon          |
| 2005               | Bormio (Italia)                   | Medalla de bronce | Combinada        |
| 2007               | Åre (Suecia)                      | Medalla de oro    | Equipo mixto     |
| 2007               | Åre (Suecia)                      | Medalla de plata  | Eslalon          |
| 2007               | Åre (Suecia)                      | Medalla de bronce | Supercombinada   |
| 2011               | Garmisch-Partenkirchen (Alemania) | Medalla de oro    | Eslalon          |
| 2011               | Garmisch-Partenkirchen (Alemania) | Medalla de plata  | Equipo mixto     |